# إيفان رودريغيز
إيفان رودريغيز (بالإنجليزية: Iván Rodríguez) (و. 1971 – م) هو لاعب كرة قاعدة، من الولايات المتحدة الأمريكية.

## جوائز
حصل على جوائز منها:
- جائزة القفاز الذهبي لرولينغز [الإنجليزية]‏.

## روابط خارجية
- إيفان رودريغيز على موقع دوري كرة القاعدة الرئيسي (الإنجليزية)
- إيفان رودريغيز على موقعبيزبول رفرنس.كوم (الدوري الرئيسي) (الإنجليزية)
- إيفان رودريغيز على موقعبيزبول رفرنس.كوم (الدوري الثانوي) (الإنجليزية)
- إيفان رودريغيز على موقع إي إس بي إن.كوم (أم.أل.بي) (الإنجليزية)
- إيفان رودريغيز على موقع مشجعي الرسوم البيانية (الإنجليزية)
- إيفان رودريغيز على موقع قاعة مشاهير كرة القاعدة (الإنجليزية)